# Cimetière de Rookwood
Le cimetière de rookwood (officiellement nécropole de Rookwood) est la plus grande nécropole multiculturelle de l'hémisphère sud. Ce cimetière se trouve à Sydney en Australie.